# Vanguard 3
De Vanguard 3 was een van de eerste Amerikaanse kunstmatige satellieten, aan het eind van de jaren 50. Missiedoelen waren het bepalen van het magnetisch veld van de Aarde en het effect van röntgenstraling van de zon op de dampkring meten. Daarnaast onderzocht deze satelliet micrometeorieten in de directe omgeving van de Aarde.

## Opbouw
De Vanguard 3 was uitgerust met een magnetometer, röntgendetectors en detectors voor het opsporen van micrometeorieten. De magnetometer zat in een conische glasfiber buis, die aan de satelliet was bevestigd. De kunstmaan had een diameter van 50,8 cm, was gebouwd als een magnesium bol en woog 22,7 kg.

## Vluchtverloop
Vanguard 3 werd gelanceerd op 18 september 1959 door een Vanguard draagraket vanaf Cape Canaveral. Ze kwam in een geocentrische baan met een hoogste punt van 3744 km en een laagste punt van 512 km, bij een inclinatie van 33,3°; de excentriciteit bedroeg 0,18987 bij een omlooptijd van 129,7 minuten. De magnetometer verrichtte metingen op commando van negen grondstations: zeven in Noord- en Zuid-Amerika en één in zowel Australië en Zuid-Afrika. Iedere meting duurde twee seconden dus nam de kunstmaan diverse metingen boven elk grondstation, met een nauwkeurigheid van 10 nT.
Deze satelliet functioneerde bijna drie maanden; na 84 dagen stopten de signalen op 11 december 1959. De ontvangen gegevens boden een goede kijk op het aardmagnetisch veld van het onderzochte aardoppervlak, een telling van de hoeveelheid micrometeorieten en legden de ondergrens van de Van Allen gordel vast. Naar verwachting zal Vanguard 3 ongeveer 300 jaar om de aarde blijven cirkelen, alvorens de kunstmaan bij terugkeer in de dampkring verbrandt.
TV3 · TV3 back-up · 1 · TV5 · SLV1 · SLV2 · SLV3 · 2 · SLV5 · SLV6 · 3